# Wola Szydłowska
Wola Szydłowska – wieś sołecka w Polsce położona w województwie mazowieckim, w powiecie mławskim, w gminie Stupsk.
Należy do rzymskokatolickiej parafii Matki Boskiej Różańcowej w Wyszynach Kościelnych.
W latach 1975–1998 miejscowość administracyjnie należała do województwa ciechanowskiego.